# Heterocromia

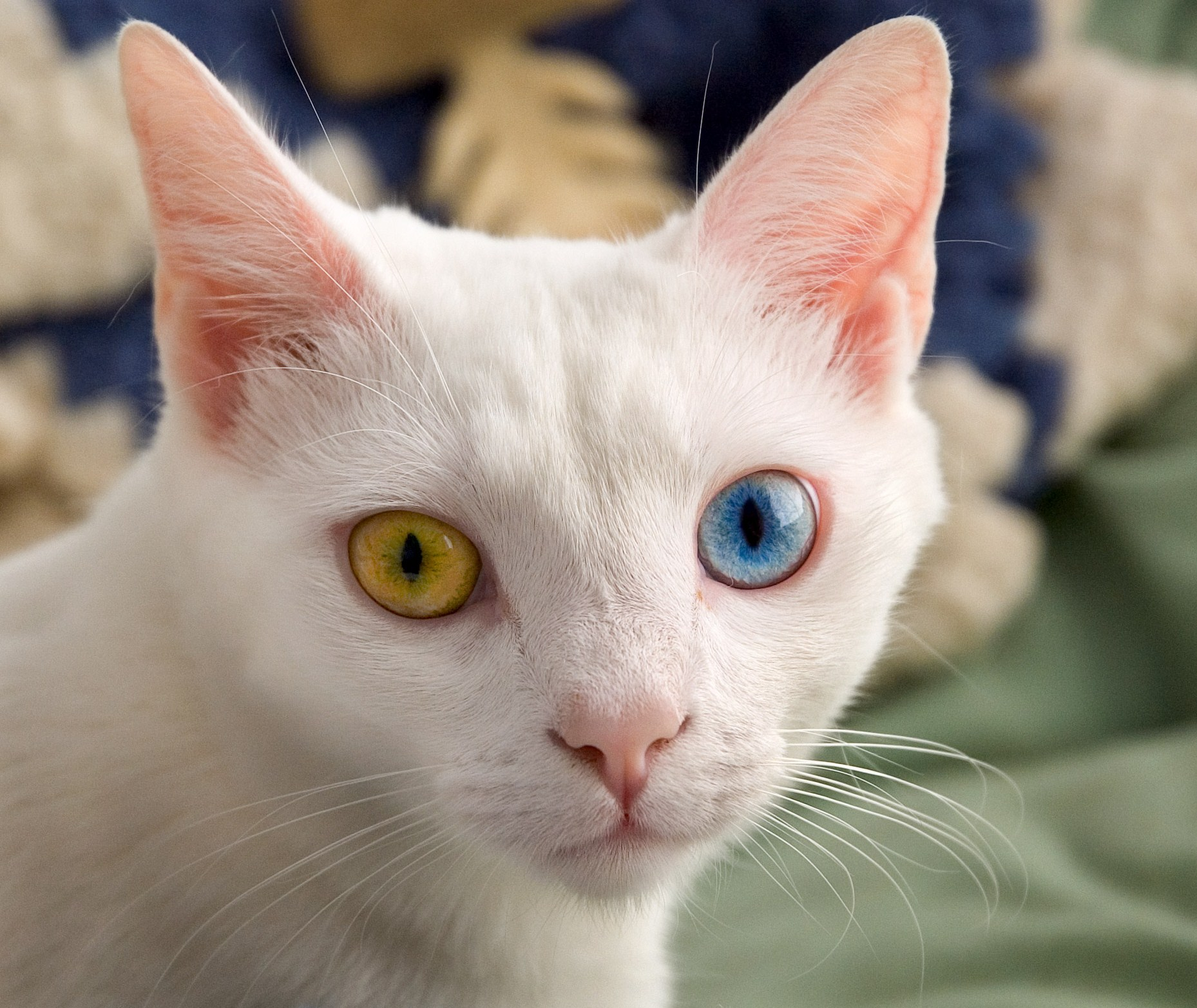
Un gat blanc amb heterocromia total

L'heterocromia o heterocròmia (del grec ἕτερος héteros «diferent» i χρῶμα khróma «color»; en oftalmologia, coneguda com a heterochromia iridis o heterochromia iridum) és una anomalia dels ulls en la qual els iris són de diferent color. La diferència en el color pot ser completa (heterocromia total), parcial (heterocromia parcial) o central (heterocromia central). Es presenta amb poca freqüència i pot ser congènita (present des del naixement) o adquirida.
Exemples més comuns són: 
blau-verd i
marró-verd, tot i que també n'hi ha casos excepcionals.

## Heterocromia total
L'heterocromia total es produeix quan l'iris d'un ull té un color completament diferent al de l'altre ull. Aquest fenomen és més comú en animals que en persones, i s'observa amb freqüència en gats i gossos.

## Heterocromia parcial
L'heterocromia parcial o sectorial es produeix quan només una part de l'iris té un color diferent a la resta. També se la coneix com a heterocromia iridis.

## Heterocromia central
L'heterocromia central es produeix quan l'anell interior de l'iris, el color de l'ull més proper a la pupil·la, té un color diferent al de l'anell exterior, a la vora de l'iris. El veritable color de l'iris és el color de l'anell exterior, i la part afectada per l'heterocromia és només la part central, és a dir, l'anell interior.
Quan la melanina es distribueix de manera desigual prop de la pupil·la, la llum es reflexa de forma diferent i dona l'aparença de dos colors en l'iris.
L'heterocromia central es sol produir en els dos ulls, i no només en un, com passa sempre en la total i molt sovint en la parcial.

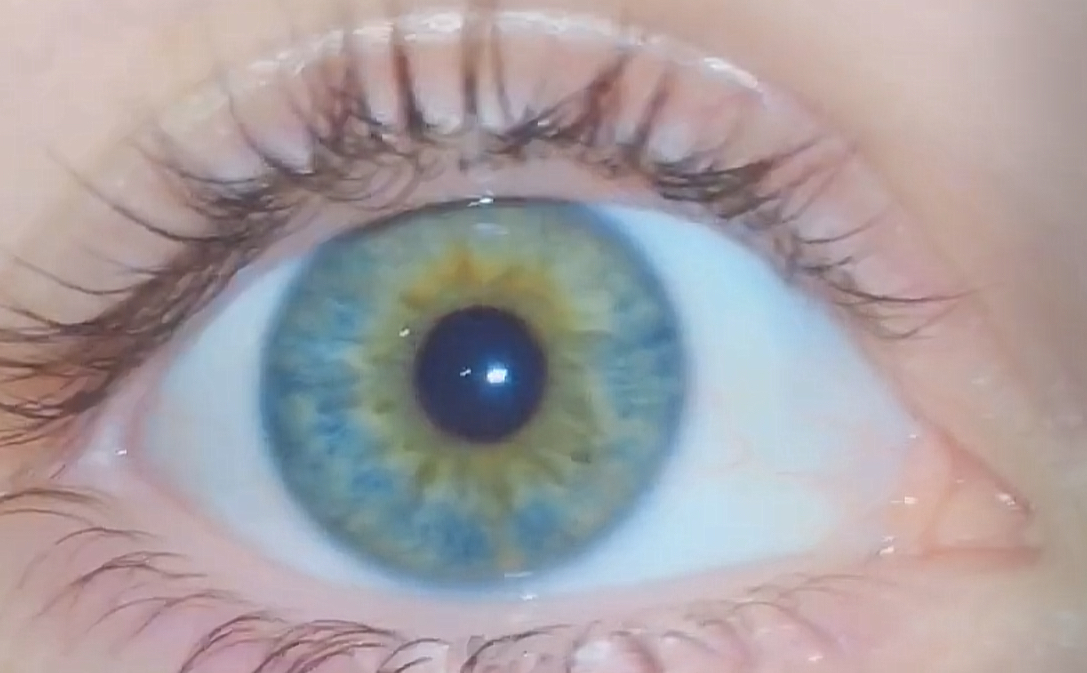
Ull amb heterocromia central de color blau-marró

## Heterocromia congènita
La forma congènita és la més rara. Un nadó pot néixer amb heterocromia o desenvolupar-la poc temps després del seu naixement.
En la majoria de casos, els nens nascuts amb heterocromia no tenen cap altre problema ocular o de salut. No obstant, en altres casos, aquesta heterocromia pot ser símptoma d'una afecció. Algunes causes d'heterocromia en els nadons poden ser:
- Heterocromia beninga
- Neurofibromatosi
- Piebaldisme
- Síndrome de Claude-Bernard-Horner
- Síndrome de Waardenburg
- Síndrome de Sturge-Weber
- Síndrome de Bloch-Sulzberger
- Síndrome de Parry-Romberg
- Malaltia de Hirschsprung
- Malaltia de von Recklinghausen
- Malaltia de Bourneville

### Heterocromia en altres animals
Es presenta de manera habitual en els gats i en els gossos de raça Husky siberià, Collie de la frontera o Bobtail, dàlmata, gran danès i pastor australià.

## Adquirida
Quan l'heterocromia és adquirida durant el transcurs de la vida, aquest fenomen es pot relacionar amb el dipòsit de pigments, o amb un traumatisme o malaltia. Les possibles causes son:
- Lesió ocular
- Hemorràgia interna de l'ull
- Infecció
- Inflamació per iritis o uveïtis
- Cirurgia ocular
- Iridociclitis heterocròmica de Fuchs
- Melanosi ocular
- Síndrome de l'ectropi de l'iris
- Oclusió de la vena central de la retina
- Síndrome de dispersió pigmentària
- Síndrome de Horner adquirit
- Síndrome de Chediak-Higashi
- Síndrome de Posner-Schlossman
- Diabetis mellitus
- Tumors malignes i benignes de l'iris
- Siderosi
- Glaucoma

- Latisse, un medicament per tractar el glaucoma (també utilitzat en cosmètics per al creixement de les pestanyes)

## Persones famoses amb heterocromia
- Tenen heterocromia les actrius Elizabeth Berkley, Alice Eve, Kate Bosworth, Mila Kunis, Virginia Madsen, Elena Anaya i Jane Seymour; els actors Bradford Dillman, Tobey Maguire, Joe Pesci, Christopher Walken, Dan Aykroyd, Josh Henderson, Antonio Zabálburu i Simon Pegg; la cantant Ailyn; els cantants Jason Mraz i Tim McIlrath i el beisbolista Max Scherzer.[cal citació]

## Personatges històrics amb heterocromia
Van tenir heterocromia Alexandre el Gran, rei de Macedònia i l'emperador romà Tiberi Cèsar August.